# Fastighetsskötare
Fastighetsskötare är en person som arbetar med skötsel av olika fastigheter, främst byggnader: bostäder, kontor, industrifastigheter m.m. Arbetet är varierande och kan till exempel innefatta skötsel av fastighetens yttre och enklare reparationer.
Dess inre system som ventilation, vatten, värme och kyla översyn av fastighetens skick och skötsel av andra tekniska system (till exempel övervakning, styrning och felanmälan genom datorer etc.) sköts i regel av en drifttekniker.
Fastighetsskötaren kan också arbeta med skötsel av lekplatser, gemensamma områden kring fastigheten, gräsmattor och träd.